# Морено Буратини
Морено Буратини (7. септембар 1962) јесте италијански стрип сценариста. Најпознатији је по свом раду на стрип серијалу Загор. 

## Биографија
Рођен је 7. септембра 1962. године у Сан Марчелу Пистојезе, малом месту у Тоскану. Завршио је основне студије на Филозофском факултету у Фиренци, где је дипломирао на тему стрипа. Најпре је радио као стрип критичар, кустос и предавач језика. Сарадњу са издавачком кућом Серђо Бонели Едиторе отпочео је на серијалу Загора. Прву епизоду написао је 1991. године, у сарадњи са цртачем Галијеном Феријем, ликовним аутором Загоровог лика (епизода је код нас објављена у 1071-1073. броју "Златне серије" под насловом "Смртоносна опасност", касније ју је објавио "Весели четвртак" у "Одабраним причама" под бројем 37). Исте године написао је сценарио за "Чиков специјал" под насловом "Чико трапер" (објављено од стране хрватског издавача "Луденс"). Писао је приче за Команданта Марка. Заслужан је, заједно са Мауром Боселијем, за опстанак серијала Загор коме је, због ниског тиража, претило гашење почетком 1990-тих година. Буратини и Босели су "Загоровом одисејом" доспели у сам уређивачки врх серијала. Уредничко место преузео је од Боселија. 